# 富山県利賀芸術公園
富山県利賀芸術公園（とやまけんとがげいじゅつこうえん）とは、富山県南砺市に所在する公園である。

## 概要
1973年（昭和48年）に、当時離村や改築によって利賀村（当時）から姿を消しつつあった合掌造り家屋を伝統的文化遺産として保存するするべく『合掌文化村』の整備を開始、同年に採択された自然休養村整備事業なども導入し、1976年度までに6棟が移築された。
1976年（昭和51年）に、鈴木忠志氏（SCOT主宰）が東京から活動拠点を移し、同地にて演劇活動を開始した。
1982年（昭和57年）7月15日には磯崎新設計のギリシャ風の『野外劇場』が完成し、日本初の世界演劇祭「第1回利賀フェスティバル」が同地で開催された。
1994年（平成6年）に財団法人利賀合掌文化村財団を発展的に解散し新たに財団法人富山県利賀芸術公園財団が設立されたことに伴い、同年10月1日、一帯は日本初の県立芸術公園『富山県利賀芸術公園』として正式にオープンし、10月8日に開園式が挙行された。2001年（平成13年）4月1日、富山県利賀芸術公園財団が解散し、新たに富山県文化振興財団が発足し、現在に至る。
毎年夏に演劇祭が行われており、年間を通じた作品創造や人材育成事業に世界中から多くの演劇人が訪れる。日本最大級の合掌造りの劇場、野外劇場など6つの劇場、景子場、宿舎等を要する世界に類をみない舞台芸術施設群で、「演劇の聖地」とも呼ばれている。

## 交通アクセス
E8砺波ICより車で60分、利賀芸術公園バス停より徒歩3分。